# Ján Popluhár

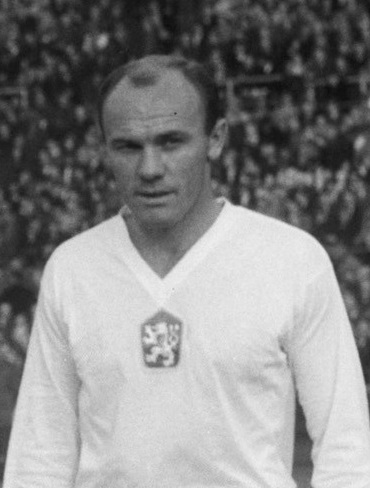

Ján „Bimbo“ Popluhár (* 12. September 1935 in Čeklís; † 6. März 2011 in Bernolákovo, Slowakei) war ein tschechoslowakischer Fußballspieler slowakischer Herkunft. Er galt in den 1960er Jahren als einer der weltbesten Verteidiger.
Ján Popluhár spielte in seiner Jugend für Dynamo Bernolákovo. 1954 wechselte der Abwehrspieler zu Slovan Bratislava, wo er, von zwei Jahren Wehrdienstzeit bei RH Brno abgesehen, 15 erfolgreiche Jahre verbrachte. Slovan-Trainer Leopold Šťastný verpasste Popluhár den Spitznamen „Bimbo“ weil dieser seiner Ansicht nach auf dem Platz so gutmütig war, wie ein Elefant im Zirkus.
1962 und 1963 gewann der als zuverlässig und kopfballstark bekannte Popluhár mit Slovan den Tschechoslowakischen Pokal. In diesen Jahren bildete er in der Tschechoslowakischen Nationalmannschaft zusammen mit Svatopluk Pluskal ein Innenverteidiger-Duo auf Weltklasseniveau. Schon 1958 hatte er an der Weltmeisterschaft teilgenommen, 1962 in Chile wurde er mit der Tschechoslowakei Vizeweltmeister. Zwei Jahre zuvor hatte die tschechoslowakische Mannschaft bei der Europameisterschaft die Bronzemedaille gewonnen. 1963 stand Popluhár in einer Weltauswahl zusammen mit Spielern wie Alfredo Di Stéfano, Eusébio oder Ferenc Puskás. 
1965 wurde er zum tschechoslowakischen Fußballer des Jahres gewählt. Nach 262 Spielen für Slovan Bratislava wechselte Popluhár mit 33 Jahren zu Olympique Lyon, wo er zwei Jahre blieb. 1971 ging er zu Zbrojovka Brno, dem er zum Aufstieg in die 1. Liga verhalf. 1972, inzwischen 37 Jahre alt, ging er zum SK Slovan Wien, wo er noch bis 1979 als Spielertrainer aktiv war.
In der tschechoslowakischen Nationalmannschaft absolvierte Popluhár von 1957 bis 1967 insgesamt 62 Spiele, dabei erzielte er ein Tor beim 2:2 gegen Brasilien im Maracanã. 1967 bekam er den World-Fair-Play-Preis der FIFA für eine Aktion, die seinem Spitznamen Bimbo alle Ehre machte. Bei der WM 1962 in Chile machte er den Schiedsrichter auf den verletzt am Boden liegenden Pelé aufmerksam, statt die Situation zu seinen Gunsten auszunutzen.
Popluhár bekam 2002 vom Präsidenten der Slowakei die Auszeichnung Rad Ľudovíta Štúra der Klasse I. Er wurde zum besten slowakischen Fußballer des 20. Jahrhunderts gewählt. Am 15. Juni 2011 wurde ein Asteroid nach ihm benannt: (267585) Popluhár.